# Cymothoidae
Cymothoidae — родина паразитичних ракоподібних ряду Рівноногі (Isopoda). Cymothoidae є ектопаразитами риб. Живуть у морській та прісній воді. Личинки більшості видів не є вимогливими до певного виду риби-господаря. Вони прикріплюються тимчасово до шкіри будь-якої риби. Виробляють антикоагулянти і смокчуть кров риби. Дорослі особини, навпаки, вимагають конкретних видів господарів і місця кріплення. Місця для кріплення вибрані різними видами паразита включає шкіру, плавники, зябра і рот, а деякі види отворів в м'язах.

## Класифікація
Згідно з World Register of Marine Species родина містить 41 рід та понад 380 видів:
- Aegathoa(інші мови) Dana, 1853
- Agarna(інші мови) Schioedte & Meinert, 1884
- Amblycephalon Pillai, 1954
- Anilocra Leach, 1818
- Anphira Thatcher, 1993
- Artystone Schioedte, 1866
- Asotana Schioedte & Meinert, 1881
- Braga Schioedte & Meinert, 1881
- Catoessa Schioedte & Meinert, 1884
- Ceratothoa Dana, 1852
- Cinusa Schioedte & Meinert, 1884
- Creniola Bruce, 1987
- Cterissa Schioedte & Meinert, 1884
- Cymothoa Fabricius, 1787
- Elthusa Schioedte & Meinert, 1884
- Emetha Schioedte & Meinert, 1883
- Glyptothoa(інші мови) Helna, Aneesh, Kumar & Ohtsuka, 2023
- Glossobius Schioedte & Meinert, 1883
- Ichthyoxenus Herklots, 1870
- Idusa Schioedte & Meinert, 1884
- Isonebula Taberner, 1977
- Joryma Bowman & Tareen, 1983
- Kuna Williams & Williams, 1986
- Lathraena Schioedte & Meinert, 1881
- Livoneca Leach, 1818
- Lobothorax Bleeker, 1857
- Mothocya Costa in Hope, 1851
- Nerocila Leach, 1818
- Norileca Bruce, 1990
- Olencira Leach, 1818
- Ourozeuktes H. Milne-Edwards, 1840
- Paracymothoa Lemos de Castro, 1955
- Philostomella Szidat & Schubart, 1960
- Pleopodias Richardson, 1910
- Plotor Schioedte & Meinert, 1881
- Pseudoirona Pillai, 1964
- Renocila Miers, 1880
- Rhiothra Schioedte & Meinert, 1884
- Riggia Szidat, 1948
- Ryukyua Williams & Bunkley-Williams, 1994
- Smenispa Özdikmen, 2009 [2]
- Telotha Schioedte & Meinert, 1884
- Tetragonocephalon Avdeev, 1978

## Галерея

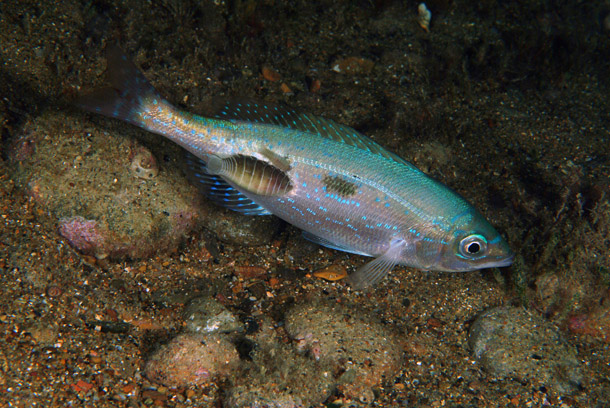
sp.
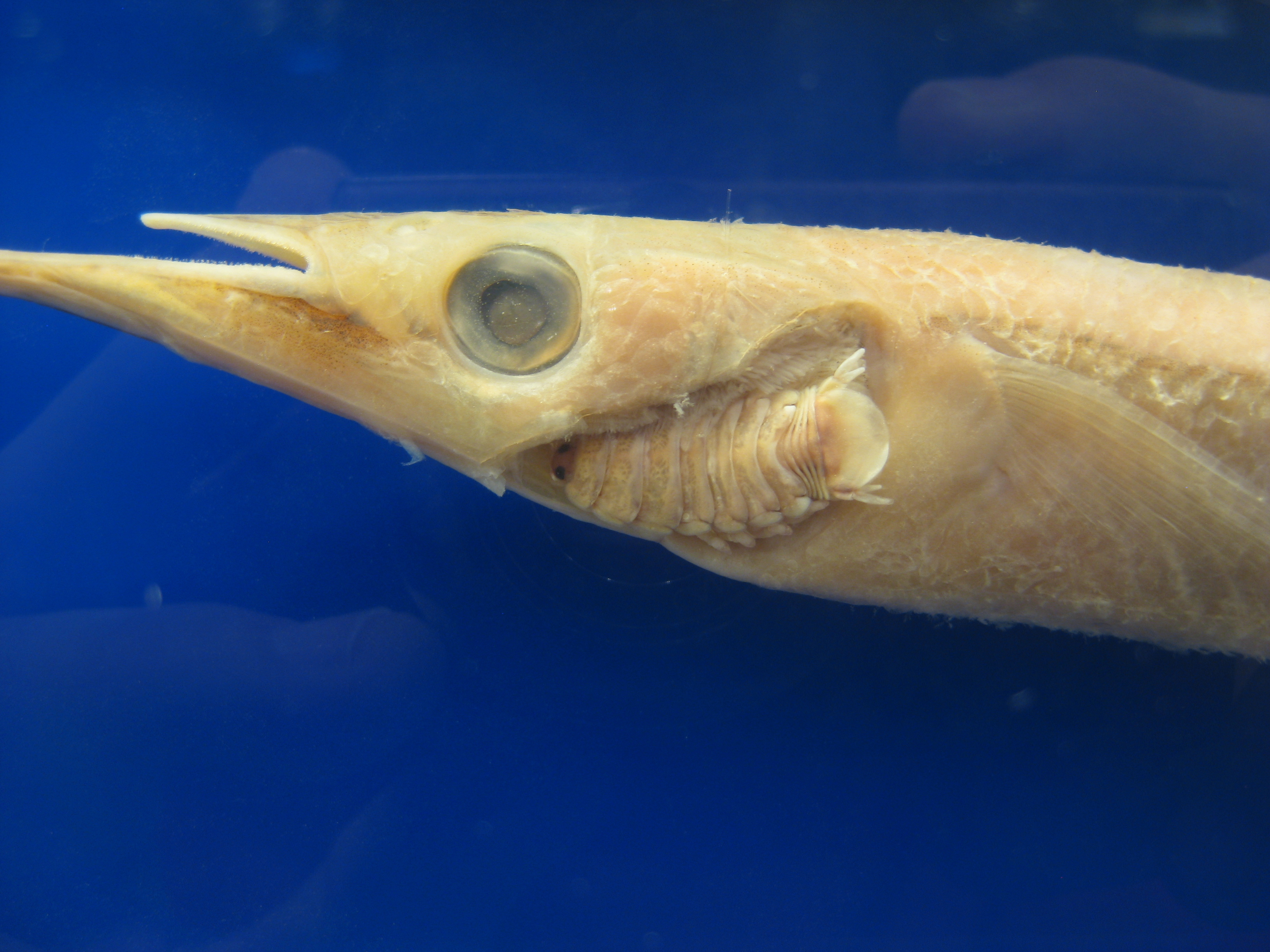
'
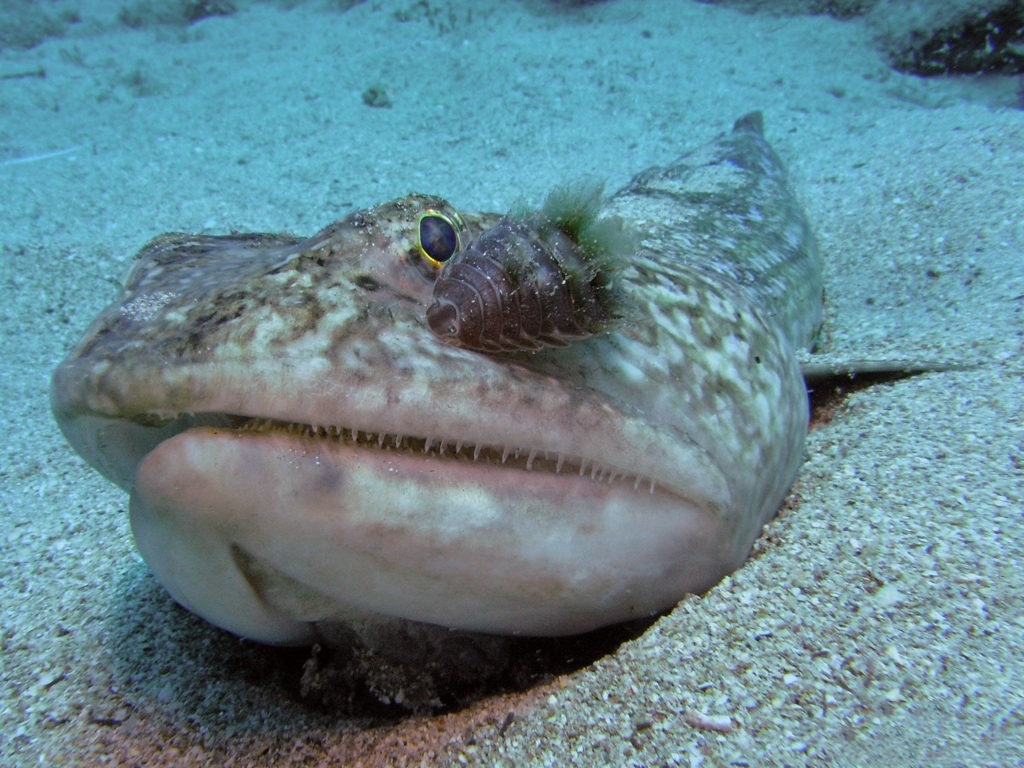
'

- Anilocra(інші мови) sp.
- Mothocya sajori(інші мови)
- Nerocila armata(інші мови)